# Zhu Guanghu
Zhu Guanghu (Shanghai, 25 settembre 1949) è un allenatore di calcio ed ex calciatore cinese.

## Palmarès

### Allenatore

#### Competizioni nazionali
- Campionato cinese: 1

S. Shangqingyin: 2004